# Редкі (Індіана)
Редкі (англ. Redkey) — місто (англ. town) в США, в окрузі Джей штату Індіана. Населення — 1100 осіб (2020).

## Географія
Редкі розташоване за координатами 40°20′53″ пн. ш. 85°9′7″ зх. д. / 40.34806° пн. ш. 85.15194° зх. д. (40.348114, -85.151892).  За даними Бюро перепису населення США в 2010 році місто мало площу 2,44 км², з яких 2,42 км² — суходіл та 0,02 км² — водойми.

## Демографія
Згідно з переписом 2010 року, у місті мешкали 1353 особи в 551 домогосподарстві у складі 365 родин. Густота населення становила 554 особи/км².  Було 630 помешкань (258/км²).
Расовий склад населення:
| - 98,2 % — білих - 0,2 % — чорних або афроамериканців - 0,2 % — азіатів |

До двох чи більше рас належало 0,9 %. Частка іспаномовних становила 1,4 % від усіх жителів.
За віковим діапазоном населення розподілялося таким чином: 27,3 % — особи молодші 18 років, 56,6 % — особи у віці 18—64 років, 16,1 % — особи у віці 65 років та старші. Медіана віку мешканця становила 37,1 року. На 100 осіб жіночої статі у місті припадало 93,0 чоловіків;  на 100 жінок у віці від 18 років та старших — 84,8 чоловіків також старших 18 років.
Середній дохід на одне домашнє господарство  становив 41 721 долар США (медіана — 35 417), а середній дохід на одну сім'ю — 48 724 долари (медіана — 43 625). Медіана доходів становила 34 844 долари для чоловіків та 28 000 доларів для жінок. За межею бідності перебувало 22,5 % осіб, у тому числі 28,5 % дітей у віці до 18 років та 7,3 % осіб у віці 65 років та старших.
Цивільне працевлаштоване населення становило 580 осіб. Основні галузі зайнятості: виробництво — 37,1 %, освіта, охорона здоров'я та соціальна допомога — 23,3 %, будівництво — 8,4 %, мистецтво, розваги та відпочинок — 8,1 %.